# Palazzo del Novarino
Il Palazzo del Novarino sorge in piazza del Novarino a pochi passi dalla zona archeologica di via musei.

## Storia
Fu la principale dimora della famiglia Gambara a Brescia, questo palazzo è citato dalle cronache sin dal primo Cinquecento.
Il palazzo fu comprato dal conte Brunoro Gambara nel 1459 per poi essere ampliato e adattato a dimora cittadina.
Nel 1554 il conte Brunoro acquistò per conto del fratello cardinale Uberto Gambara, la dimora di Mattia Ugoni, confinante con il palazzo. L'acquisizione era finalizzata alla realizzazione di una nuova cappella, con l'elezione a cardinale di un esponente della famiglia, veniva dunque un'esigenza di disporre di una cappella di maggior importanza all'interno del palazzo.

## Opere d'arte
Al suo interno sono presenti affreschi del pittore Sebastiano Aragonese.